# مقاوم‌سازی سازه‌ها در برابر زلزله
مقاوم‌سازی ساختمان در علم مهندسی عمران به مفهوم بالا بردن مقاوم‌سازی ساختمان در برابر نیروهای وارده است. امروزه از این اصطلاح بیشتر در مورد نیروی زلزله استفاده می‌شود. از دیدگاه علمی، مقاوم‌سازی واژه کاملاً درستی برای این منظور نیست. چرا که منظور از اصطلاح «مقاومت‌سازی» به‌طور قطع بالا بردن مقاومت در برابر نیروی زلزله نیست بلکه منظور بهبود عملکرد اجزای سازه (ساختمان) در برابر نیروی زلزله است. به همین دلیل اصطلاح «بهسازی» و در حالت خاص برای نیروی زلزله، «بهسازی لرزه‌ای» اصطلاح درست‌تری است.
از آن جایی که تخریب ساختمان‌های موجود و جایگزین کردن آن‌ها با ساختمان‌های جدید امری زمان بر و غیر اقتصادی بوده و در مورد سازه‌ها و ساختمان‌های حیاتی خدمت رسانی آن‌ها را با مشکل رو به رو می‌کند و هم چنین ایجاد خرابی در انواع مختلف بلایای طبیعی مثل زلزله امری اجتناب ناپذیر است علم مقاوم‌سازی خصوصا در کشورهای لرزه خیز روز به روز در حال پیشرفت می‌باشد.
وجود شیوه‌ها و گزینه‌های مختلف برای مقاوم‌سازی ساختمان که هرکدام دارای معایب و مزایای خاص خود هستند باعث آزادی عمل در ارائه طرح مقاوم‌سازی ساختمان می‌شود. البته لازم است ذکر شود انتخاب روش مناسب برای انجام مقاوم‌سازی ساختمان نیاز به تجربه و تخصص کافی دارد و یک طرح مقاوم‌سازی نادرست و غلط می‌تواند خسارت‌ها و زیان‌های جبران ناپذیر زیادی به همراه داشته باشد.
سازه‌های مهندسی به ناچار و همواره در برابر بارگذاری‌های دینامیکی طبیعی مانند: طوفان و بادهای شدید (با سرعت‌های بالاتر از ۱۰۰ کیلومتر در ساعت که گاه تا ۲۵۰ کیلومتر در ساعت نیز افزایش یافته‌اند :طوفان‌هاو گردبادهای قرن اخیر در آمریکا موسوم به کاترینا، تورنادو و غیره یا مولد سونامی‌ها در ژاپن و فیلیپین) یا زلزله و ارتعاشات زمین (به‌ویژه زلزله‌های اخیر در کشور ما) یا در برابر بارگذاری مصنوعی تولید شده از سایر سیستم‌های ایجاد شده توسط بشر مانند ارتعاشات و ضربه‌های شدید صوتی و انفجاری ناشی از عبور این سیستم‌ها و برخورد با سازه قرار دارند. اگر چه سازه‌هایی که توسط ما طراحی شده و می‌شوند همواره مجبور به تحمل بارگذاری‌های مرده وزنده (به انگلیسی: Deal Loads and Live Loads) مصالح و افراد هستند اما توسط طراح سازه قابل محاسبه و کنترل هستند و همواره در دستور کار محاسبات اجباری و لازم سازه قرار دارند. اما بارهای دینامیکی طبیعت در واقع "بارگذاری تحمیلی طبیعی و مصنوعی "است که طراح سازه مجبور به محاسبات مصالح لازم و چگونگی و موقعیت آن‌ها جهت مقاوم‌سازی سازه باید اقدام جدی نماید. در اغلب کشورهای جهان و به‌ویژه آسیا و از جمله کشور ما صفحه زمین ساخت (به انگلیسی: Tectonic) و بستر ایران به دو علت زیر وضعیت خطرناک و حساسی از نظر اثرگذاری تخریبی نیروی زلزله دارد:
1. صفحه زمین ساخت ایران از طرف صفحه زمین ساخت شبه جزیره عربستان سعودی تحت فشار مستمر قرار دارد. صفحه مذکور در هرسال چند سانتیمتر به زیر صفحه زمین ساخت ایران رفته و در اثر نیروهای فشاری و تراکم سیستماتیک تنش‌های خمشی و برشی و پیچشی -سر انحام در بخشی از صفحه مقاومت مجاز لایه‌های بستر تکتونیک با تمام رسیده و از حد خود خارج شده و به‌عبارت فنی صفحه وارد مرحله تغیر شکل پلاستیک و خمیری شده و با عملکرد تنش برشی حاصله بخش عظیمی از بافت و لایه به صورت لغزش صفحه‌ای یا حالت گسل (معادل Fault) بریده و روی لایه دیگر رانش افقی یا عمودی می‌کند. انرژی آزاد شده از این فرایند که گاه ده‌ها برابر انرژی بمب اتمی هیروشیما (در ۱۹۴۵) قدرت تخریب دارد به صورت امواج زلزله موسوم به P و S از کانون زلزله به سطح پوسته "زمین ساخت" رسیده و به‌صورت نیروهای برشی موسوم به :برش پایه-سازه‌های ساخته شده روی این پوسته را به صورت برش قیچی -نوسانی در کل ارتفاع سازه درمی‌نوردند. در واقع این امواج افقی:S هستند که با ارتعاشات بزرگ خود تخریبات اصلی را در سازه‌ها به‌وجود می‌آورند. ارتعاشات کوچکتر و کم اثرتر مربوط به امواج عمودی:p است. این حرکات نوسانی سازه به "مد ارتعاشی" موسوم است و اگر سازه بتواند در برابر این نوسانات در مدت تناوب (پریود نوسانات یا پریود فرکانس‌های ارتعاش) که در زلزله‌های ایران اغلب: به‌طور متوسط ۲۵ تا ۳۰ ثانیه ادامه دارد (شدت و بزرگی زلزله اصلی قبل از پروسه پس لرزه‌ها) مقاومت کند می‌توان امیدوار بود که ساکنان آن فرصت فرار و نجات را خواهند یافت.

## انواع روش‌های مقاوم‌سازی ساختمان
طراحی و اجرای مقاوم‌سازی ساختمان با روش‌های گوناگونی قابل انجام است. در گذشته برای انجام مقاوم‌سازی در ساختمان‌ها از روش‌های مختلفی استفاده شده‌است که تحت عنوان روش‌های متداول مقاوم‌سازی ساختمان مرسوم هستند. امروزه و با پیشرفت تکنولوژی علاوه بر روش‌های متداول از روش‌ها و محصولات نوین نیز مانند، FRP، جداساز لرزه ای، مهاربند کمانش تاب و میراگرها در مقاوم‌سازی ساختمان استفاده می‌شود.

### روش‌های متداول مقاوم‌سازی ساختمان
روش‌های متداول مقاوم‌سازی ساختمان که از گذشته مرسوم بوده‌اند شامل روش‌های گوناگون و بسیاری هستند. مقاوم‌سازی با ژاکت فولادی، مقاوم‌سازی با ژاکت بتنی، افزودن المان‌های باربر جانبی مثل بادبند و دیوار برشی به ساختمان و… همگی از جمله روش‌های متداول مقاوم‌سازی ساختمان هستند.
هرکدام از روش‌های متداول مقاوم‌سازی ساختمان دارای مزیت‌ها و معایبی است. از جمله مزایای مقاوم‌سازی با استفاده از روش‌های متداول می‌توان به افزایش سختی جانبی سازه، افزایش مقاومت سازه، افزایش سختی سازه و… همچنین از جمله معایب مقاوم‌سازی با روش‌های متداول می‌توان به ایجاد محدودیت‌های معماری، مختل شدن کاربری سازه و … اشاره کرد.

### روش‌های نوین مقاوم‌سازی ساختمان

#### مصالح FRP
با پیشرفت علم و تکنولوژی و به وجود آمدن مصالح جدید مثل فیبرهای پلیمری (FRP) تحولی بنیادی در صنعت ساختمان و مقاوم‌سازی ساختمان صورت گرفت. این مصالح که دارای وزن کم و مقاومت کششی بسیار بالا هستند و دارای انواع مختلف الیاف کربن، الیاف شیشه، الیاف آرامید می‌باشند در مقابل حرارت و محیط‌های اسیدی مقاوم بوده و توسط انواع مختلف چسب‌ها و رزین‌ها به المان‌های مختلف ساختمانی می‌چسبند و مقاومت آن‌ها را افزایش می‌دهند. از جمله مزایای استفاده از FRP در صنعت مقاوم‌سازی ساختمان می‌توان به وزن کم، مقاومت بالا، گستردگی انواع محصولات پلیمری، عدم ایجاد محدودیت در فضاها و معماری‌های ساختمان و … اشاره کرد. این عوامل سبب شده تا در سال‌های اخیر و در بازارهای جهانی میزان فروش الیاف کربن و الیاف شیشه که کاربردهای زیادی در صنعت ساختمان دارند رشد چشمگیری پیدا کند.

#### جداسازی لرزه‌ای
جداسازی شالوده یا سامانه جداسازی شالوده (به انگلیسی: Base Isolation System) یکی از روش‌های رایج محافظت سازه در برابر نیروهای زلزله است. این سیستم، عبارت است از مجموعه‌ای از اعضای سازه‌ای که باید یک ابرسازه را از زیربنایش که بر روی یک زمین در حال لرزش قرار گرفته‌است، به‌طور اساسی جدا کرده تا یک ساختمان یا یک سازه غیر ساختمانی را به خوبی در مقابل زمین‌لرزه حفظ کند.
جداسازی بستر، بهترین روش در مهندسی زمین‌لرزه بوده و مربوط به فن‌آوری‌های کنترل لرزش سازه‌ای غیرفعال است. این بدین معنا است که یک سازه ساختمانی یا غیرساختمانی را با یک طراحی صحیح اولیه یا اصلاحات و تغییرات ثانوی، می‌توان در برابر اثرات زلزله محافظت کرد. در برخی از موارد، استفاده از این سیستم، کارایی سازه در مقابل زمین‌لرزه و پایایی آن را در برابر زلزله، به‌طور قابل توجهی، افزایش می‌دهد. 

#### مهاربند کمانش تاب
بسیاری از نقایص رفتاری مهاربندهای فولادی متداول نتیجه اختلاف بین ظرفیت فشاری و کششی این مهاربندها و زوال در مقاومت این مهاربندها تحت بارگذاری چرخه‌ای می‌باشد. از این رو تحقیقات بسیاری صرف بهینه‌سازی و اصلاح این المان‌ها جهت رسیدن به یک رفتار الاستوپلاستیک ایدئال شده‌است. برای رسیدن به این هدف لازم بود تا با استفاده از مکانیزم مناسبی از کمانش فشاری مهاربند جلوگیری شود تا امکان تسلیم فشاری فولاد نیز فراهم شود. تلاش‌های صورت گرفته توسط محققین منجر به اختراع مهاربند کمانش تاب (Buckling Restrained Brace) یا همان BRB شد.
از سیستم مهاربند کمانش تاب در سال ۱۳۹۷ برای اولین بار در ایران در مقاوم‌سازی سازه‌های آسیب دیده از زلزله سرپل ذهاب، مورد استفاده قرار گرفت و به این ترتیب این تکنولوژی در کشور بومی سازی شد.

## در ایران
کشور ایران روی کمربند زلزلهٔ شرقی-غربی آلپاید(Alpide) قرار دارد. از طرفی تقریباً از زیر تمامی استان‌های کشور گسل‌های خطرناک وفعال عبور می‌کند. وجود این دو مورد بسیار مهم بار مسئولیت مهندسان (چه مهندسان محاسب و چه مجری و ناظر و پیمانکاران) را حساس و سنگین نموده‌است. به‌طوری‌که اکنون قوانین قضایی خاصی تدوین یافته‌است که سازمان‌های نظام مهندسی و شهرداری‌ها را موظف به بازرسی و بررسی نقشه‌ها و محاسبات فنی و عملکرد نظارتی و اجرایی مهندسان در رابطه: «با الزام مقاوم کردن سازه‌ها در برابر زلزله» نموده‌است*. روش مقاوم‌سازی در حال حاضر به صورت زیر است:
الف-برای سازه‌های فلزی با اضافه کردن سخت‌کننده‌ها (به انگلیسی: stiffners) به صلبیت (به انگلیسی: Rigidity) و در واقع بالابردن اینرسی اتصالات سازه می‌افزایند.
ب-برای سازه‌های فلزی علاوه بر بالا بردن سختی و صلبیت اتصالات از سیستم‌های بادبندی (به انگلیسی: Bracing):بصور:X-V-و از این قبیل در دیوارهای میانقاب‌ها (نقاط تجمع "لنگرهای زلزله ناشی از برش پایه وارده اصلی به تراز پایه سازه") که در محاسبات دقیق سازه‌ای مشخص می‌شوند-استفاده می‌کنند. وظیفه اصلی این مهاربندها یا بادبندها جذب انرژی اصلی بردارهای زلزله است تا نیروی کمتری به اعضای اصلی سازه وارد شود. عملکرد واهمیت این تقویت‌ها (اعضای غیر اصلی یا فرعی سازه) در مدهای ارتعاشی و نوسانات سازه آشکار می‌گردد. بررسی عکس‌ها و فیلم‌های گروه‌های اعزامی علمی و فنی-مهندسی دانشگاه‌ها-رسانه‌ها-مراکز تحقیقاتی از چگونگی "نقاط آسیب پذیر و پاشنه اشیل سازه‌ها در برابر ضربات مولفه‌های نیروی برش پایه افقی زلزله" به‌خوبی پرده برمی‌دارد. در عکس‌ها و تصاویر به‌وضوح دیده می‌شوند: دیوارهای بین ستون‌ها یا تیغه‌های جداکننده (در اصطلاح فنی: میان قاب‌ها:Partition) که فاقد بادبندی هستند تحت اثر تلاش برش به‌صورت: X یاv خرد شده و به داخل یا خارج پرتاب شده‌اند. نقطه ضعف بعدی اتصالات ضعیف و ناقص یا جوشکاری غیر فنی هستند. با باد بندگذاری و صلبیت بخشیدن به اتصالات به‌طوری‌که فوقا اشاره گردید می‌توان این نقاط ضعف را هنگام محاسبه مدل‌سازی و با تقویت عای یاد شده این آسیب‌پذیری‌ها را به حداقل رساند.
ج-در سازه‌های بتن مسلح، صلبیت و استحکام اتصالات به علت کلاف شدن تیرهای اصلی و ستون‌ها در هم-بشرط اجرای فنی ودرست- در مقایسه با سازه‌های فلزی از مطلوبیت و در صدگیر داری بیشتری بعلت صلبیت بالاتر برخوردارند. اما نقطه ضعف دیگر یعنی تیغه‌های میان قاب به قوت خود باقی است. راهکارهایی که آیین نامه‌ها ی بین‌المللی ارائه داده‌اند و مفید بودن آن‌ها در زلزله‌های اخیر به اثبات رسیده‌اند عبارتند از:
1. مدل کردن سیستم سه بعدی سازه وبار گداری طیف زلزله بر آن در فضای مجازی برنامه‌های نرم‌افزاری و شناسایی مرکز تحمع مولفه‌های تنش یرشی زلزله و سپس:طراحی سیستم دیوار برشی بتنی در نقاط اشاره شده به منظور جذب انرزی زلزله -این دیوار در آیین نامه‌های مهندسی سازه به دیوار برشی (به انگلیسی: Shear Wall) موسوم است.
2. برای تقویت میان‌قاب‌ها اگر از اجر و ملات استفاده شود (سیستم سنتی) در هر چند ردیف بر اساس آیین نامه ۲۸۰۰ ایران از میل گردگذاری استفاده می‌کنند. امروزه دیوارهای پیش‌ساخته به صورت پانلی و دارای شبکه تسلیح داخلی که با فوم تزریقی پر شده‌اند و بسیار سبک هستند استفاده می‌گردد.

## مدل‌سازی اطلاعات ساختمان و مقاوم‌سازی سازه‌ها
ابزار مدل‌سازی اطلاعات ساختمان با داشتن خصوصیات دقیق از مصالح و خصوصیات هریک از آن‌ها و ابزارهای تحلیل در موارد گوناگونی از قبیل انرژی تحلیل مقاومت و پایداری و … امروزه مورد استفاده قرار می‌گیرد. همچنین یکی از جذابیت‌های استفاده از BIM، مفهوم قابلیت پاسخگویی آن به پروژه «از مرحله گهواره تا گور» است که شامل عملیات بهره‌برداری و نگهداری، پس از پایان پروژه می‌باشد. از آنجایی که مدل BIM در حین ساخت، به‌طور مداوم به روز می‌گردد، بنابراین مدل تحویل داده شده به مهندس مسئول بهره‌برداری و نگهداری تجهیزات، همان نقشه‌های As Built نهایی خواهند بود. علاوه بر آن، تمام اطلاعات مربوط به محصولات، مصالح و سیستم‌های نصب شده در پروژه، به‌طور مستقیم به دفترچه راهنمای استفاده از آنها، که مورد استفاده مسئول آن قرار می‌گیرد، مرتبط می‌گردد. این جذابیت مدل‌سازی اطلاعات ساختمان باعث شده که استفاده از آن در تعمیر و نگهداری ساختمان حتی در ساختمان‌های موجود که فاقد مدل هستند با انجام اسکن لیزری از ساختمان به خصوص در مورد ساختمان‌های تاریخی و میراث فرهنگی مورد توجه قرارگرفته‌است که ازجمله این موارد می‌توان به استفاده از آن در تالار بریسبان استرالیا اشاره نمود.